# Sergio Coleoni
Sergio Daniel Coleoni (Córdoba, provincia de Córdoba, 12 de diciembre de 1960) es un exfutbolista, ayudante de campo y entrenador de fútbol argentino que actualmente dirige técnicamente al Club Deportivo Argentino de Monte Maíz, que juega la liga regional de la Liga Regional de Fútbol Doctor Adrián Beccar Varela.
Es primo de Gustavo Coleoni, de quien fue ayudante de campo.

## Clubes

### Como jugador
| Club               | País      | Año         |
| ------------------ | --------- | ----------- |
| Talleres           | Argentina | 1981 - 1984 |
| Estudiantes (RC)   | Argentina | 1985        |
| Los Andes          | Argentina | 1987 - 1988 |
| Meteor-Lawn Tennis | Perú      | 1993        |

### Como ayudante de campo
| Club          | Director técnico | Torneo    | Año         |
| ------------- | ---------------- | --------- | ----------- |
| Racing (C)    | Gustavo Coleoni  | Argentina | 2011 - 2012 |
| Sarmiento (L) | Aníbal Muggione  | Argentina | 2012        |
| Talleres      | Jorge Ghiso      | Argentina | 2014        |
| Santamarina   | Gustavo Coleoni  | Argentina | 2015 - 2016 |

### Como entrenador
| Club                    | País      | Año         |
| ----------------------- | --------- | ----------- |
| Sport Coopsol Trujillo  | Perú      | 2001-2002   |
| Coronel Bolognesi       | Perú      | 2002        |
| Talleres (interino)     | Argentina | 2002        |
| Sarmiento (L)           | Argentina | 2010 - 2011 |
| Talleres (interino)     | Argentina | 2014        |
| Talleres                | Argentina | 2014        |
| Vélez Sarsfield (SR)    | Argentina | 2016        |
| Racing (C)              | Argentina | 2016        |
| Jorge Newbery (VM)      | Argentina | 2016 - 2017 |
| Argentino (MM)          | Argentina | 2018        |
| Bell (BV)               | Argentina | 2020 - 2022 |
| Argentino de Monte Maíz | Argentina | 2022 - Act. |

- Datos: Q47216792